# 巴吉內達坎普
巴吉內達坎普是馬里的城鎮，位於該國南部尼日河以南，由庫利科羅區負責管轄，面積987平方公里，居民主要從事農業，2009年人口58,661，人口密度為每平方公里59人。